# Estadio Apollonio
El Estadio Apollonio es un estadio de Hockey sobre hielo localizado en Cortina d'Ampezzo (Italia) en el que se celebraron algunos de los partidos de hockey sobre hielo de los Juegos Olímpicos de Cortina d'Ampezzo 1956.
Originalmente el terreno de juego tenía unas dimensiones de 47 m x 85 m, pero se aumentaron a 62,5 m x 85 m para poder disponer de dos terrenos para que se pudieran jugar dos partidos simultáneos. Originalmente podía albergar 1000 espectadores sentados, pero se amplió para tener una capacidad final de 2000. 